# Kakao
Kakao (tiếng Hàn: 카카오) là một công ty mạng internet của Hàn Quốc được thành lập vào năm 2010 do sự hợp nhất giữa Daum Communications và Kakao Inc. Năm 2014, công ty được đổi tên thành Daum Kakao. Năm 2015, công ty đã đổi tên một lần nữa và chỉ đơn giản là đổi lại thành Kakao.
Tháng 5 năm 2015, Kakao mua lại Path, một công ty truyền thông mạng xã hội của Mỹ đã trở nên thành công ở Indonesia. Vào tháng 1 năm 2016, Kakao mua lại 76,4% cổ phần của LOEN Entertainment, một công ty giải trí lớn của Hàn Quốc, với giá 1,5 tỷ USD. Sau đó nó được đổi tên thành Kakao M. Công ty đã nổi bật hơn nữa nhờ KakaoTalk, một ứng dụng nhắn tin tức thời trên điện thoại thông minh với các tính năng nhắn tin và gọi điện miễn phí. Đến tháng 5 năm 2017, ứng dụng này đã có 220 triệu người dùng đăng ký và 47 triệu người dùng hoạt động tích cực hàng tháng.
Tính đến tháng 3 năm 2022, công ty đang cạnh tranh với Naver để giành vị trí số 1 trong thị trường truyện tranh điện tử và tiểu thuyết mạng của Nhật Bản.

## Lịch sử

### Giai đoạn 2006-2014: Thành lập Kakao Corp.
Kakao Corp là công ty đứng sau KakaoTalk, đóng vai trò là nền tảng chính và ứng dụng hàng đầu của nó. Kakao Corp được thành lập vào năm 2006 với tên gọi Kakao Inc bởi Kim Beom-soo, cựu Giám đốc điều hành của NHN Corporation (tổ chức nổi lên từ sự hợp nhất của Hangame và Naver.com). Kakao Corp. (sau đó được gọi là Kakao Inc.) có trụ sở tại Seoul, Hàn Quốc. Manson Yeo và Sean Joh hiện tại cùng là Giám đốc điều hành.
Tháng 8 năm 2013, ba trong số 10 trò chơi Android hàng đầu toàn cầu của App Annie được liên kết với nền tảng KakaoTalk là Everybody's Marble, Cookie Run, Anipang. Với 93% người dùng Hàn Quốc trên KakaoTalk, các trò chơi Anipang và Dragon Flight được tải xuống miễn phí và chỉ có thể chơi bằng tài khoản Kakao Talk, nó được coi là trò chơi "quốc dân". Để duy trì sự đơn giản trên tất cả các dịch vụ được cung cấp, các ứng dụng Kakao có thể được mua và đăng nhập bằng các liên kết đến KakaoTalk. Kakao Corp. đã tạo ra doanh thu khoảng 200 triệu đô la (USD) thông qua trò chơi điện tử, nội dung kỹ thuật số, thương mại di động, các kênh tiếp thị cho các thương hiệu và người nổi tiếng. Kakao Corp. được vinh danh là Nhà phát triển Hàng đầu trên thị trường Android của Google và KakaoTalk được CNET chọn là Ứng dụng SMS Miễn phí số một.
Theo báo cáo của App Annie vào tháng 12 năm 2013, Kakao là nhà phát hành đứng thứ ba thế giới tại Google Play tính theo doanh thu hàng tháng. Kakao Corp. là nhà phát hành số một cho iOS và Google Play tại Hàn Quốc trong khi KakaoTalk là ứng dụng số một về doanh thu cho iOS và Google Play tại Hàn Quốc. KakaoTalk đã được đề cử cho Giải thưởng Ứng dụng Di động Sáng tạo nhất tại Giải thưởng Di động Toàn cầu năm 2014. Kakao Corp. đã đồng ý mua Daum Communications Corp để cắt giảm chi phí và rút ngắn thời gian tăng trưởng nhanh cũng như có tên trong danh sách tại Seoul, Hàn Quốc.
Bộ ứng dụng đầy đủ của Kakao Corp gồm có: KakaoTalk, KakaoStory, KakaoTaxi, KakaoAccount, KakaoMap, KakaoDriver, KakaoBus, KakaoMusic, KakaoGroup, KakaoHome, KakaoPlace, KakaoAlbum, KakaoPage, KakaoStyle, KakaoAgit.

### Giai đoạn 2014–2015: Sáp nhập giữa Daum và Kakao
Ngày 26 tháng 5 năm 2014, Kakao Corp. thông báo họ quyết định hợp nhất với Daum Communications - một trong những cổng thông tin điện tử hàng đầu Hàn Quốc - thông qua hoán đổi cổ phiếu. Sau khi hai công ty được kết hợp, công ty mới nổi sẽ có 3 nghìn tỷ ₩ vốn hóa thị trường (tương đương 3,11 nghìn tỷ ₩ hoặc 2,75 tỷ USD vào năm 2017), cho phép nó trở thành đối thủ cạnh tranh nặng ký đối với Naver (cổng thông tin điện tử lớn nhất Hàn Quốc). Công ty mới Daum Kakao được định giá gần 10 nghìn tỷ ₩(tương đương 10,37 nghìn tỷ ₩ hay 9,17 tỷ USD vào năm 2017).
Năm 2015, Daum Kakao đổi tên thành Kakao nhằm khôi phục lại tên gọi trước khi sáp nhập. Do các vấn đề về cờ bạc và kiểm duyệt trong hệ sinh thái Kakao, ban giám đốc đã sa thải Kim Beom-soo khỏi vị trí Giám đốc điều hành và Rim Ji-hoon đã thay thế vào vị trí này. Kim Beom-soo trở thành cổ đông lớn nhất trong công ty với 22,2% cổ phần.

### Giai đoạn 2015 đến nay: Mô hình kinh doanh mới

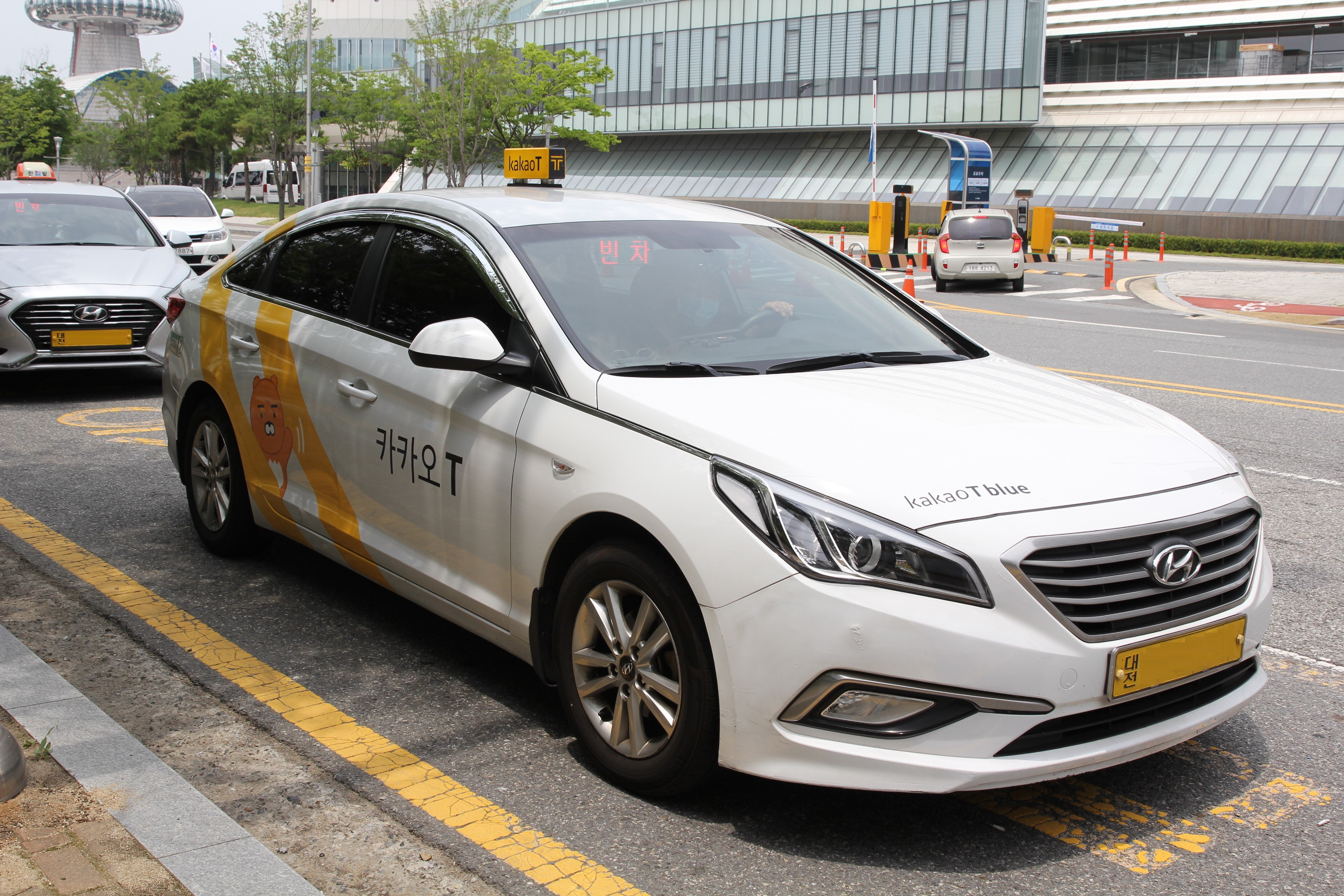
Kakao Taxi ở Daejeon

Vào ngày 10 tháng 3 năm 2015, Daum Kakao ra mắt dịch vụ Kakao T cho phép người dùng gọi taxi bằng ứng dụng KakaoTaxi. Nhờ có nhiều công ty taxi hợp tác với dịch vụ KakaoTaxi, khoảng 600.000 khách đi taxi đã sử dụng nền tảng đặt xe mỗi ngày trong vòng 8 tháng kể từ khi ra mắt.

#### Ngân hàng Internet
Kakao được các cơ quan quản lý Hàn Quốc chấp thuận để trở thành ngân hàng chỉ sử dụng Internet đầu tiên của quốc gia vào năm 2017. Ngân hàng Internet tham gia vào hoạt động kinh doanh giống như ngân hàng thương mại, với các dịch vụ như: xử lý tiền gửi, cho vay, chuyển tiền. Người tiêu dùng sẽ không cần đến ngân hàng để mở tài khoản giao dịch mới hoặc để vay tiền. Kế hoạch kinh doanh của Kakao được coi là sáng tạo, và mô hình kinh doanh của công ty dự kiến sẽ đảm bảo lượt đăng ký của lượng khách hàng lớn tương đối dễ dàng vì nó chủ yếu dựa vào người dùng KakaoTalk, ứng dụng nhắn tin phổ biến nhất đất nước.
Mặc dù K-Bank trở thành ngân hàng chỉ sử dụng Internet đầu tiên của Hàn Quốc đã được ra mắt vài tháng trước đó, Kakao Bank ngay lập tức thu hút nhiều khách hàng hơn với 820.000 khách trong vòng bốn ngày kể từ khi ra mắt vào ngày 27 tháng 7 năm 2017. Bản thân ứng dụng Kakao Bank đã được tải xuống 1,5 triệu lượt trong cùng khoảng thời gian đó. Ngân hàng có 3,5 triệu khách hàng sau một tháng. Những con số này đã gây khó khăn cho 400.000 người dùng mà K-Bank tích lũy được trong vòng 100 ngày kể từ khi ra mắt. Đến ngày 26 tháng 9 năm 2017, ngân hàng Kakao đã cho vay 1,4 nghìn tỷ ₩ (1,2 tỷ USD), chiếm 40% tổng số khoản vay tại Hàn Quốc trong tháng đó. Sự mở rộng chưa từng có của ngân hàng này được coi là một ngoại lệ đối với việc đóng cửa các ngân hàng khác, đặc biệt là các tổ chức thuộc sở hữu nước ngoài. Hiệu quả hoạt động non trẻ của các ngân hàng này đang bị đổ lỗi do chi phí duy trì hoạt động truyền thống và sự phổ biến của tài chính Internet đối với người dùng Hàn Quốc.

#### Dịch vụ vận chuyển
Tháng 11 năm 2015, Kakao ra mắt mô hình kinh doanh taxi Kakao T. Dịch vụ này bao gồm tiện ích mở rộng cao cấp Kakao Taxi Black, cho phép người dùng đặt chuyến đi ở Seoul thông qua ứng dụng nhắn tin dành riêng cho các xe nhập khẩu hạng sang như Mercedes Benz, Lexus và BMW. Giá vé cho dịch vụ cao cấp khởi điểm từ 8.000₩. Kakao công bố kế hoạch mở rộng lĩnh vực hoạt động sang các thành phố khác ở Hàn Quốc trong năm 2016. Tháng 4 năm 2019, Kakao thông báo sẽ tung ra dịch vụ chia sẻ xe đạp điện tử với đội xe ban đầu gồm 400 chiếc xe đạp tại hai thành phố lớn.

### Từ thiện
Tháng 3 năm 2022, trong bối cảnh diễn ra cuộc tấn công của Nga vào Ukraina, Kakao đã quyên góp được khoảng 3,65 triệu đô la tiền điện tử Klay cho UNICEF để hỗ trợ giải quyết cuộc khủng hoảng nhân đạo ở Ukraina.

## Dịch vụ

### Hàn Quốc
Kakao cung cấp một loạt các dịch vụ đa dạng.

#### Cộng đồng
- KakaoTalk: nhắn tin tức thời và dịch vụ VoIP
- KakaoStory: dịch vụ chia sẻ hình ảnh, video, âm nhạc
- KakaoPage: dịch vụ truyện tranh và tiểu thuyết điện tử
- Brunch: dịch vụ xuất bản nội dung di động

#### Giải trí
- KakaoMusic: ứng dụng âm nhạc với các tính năng chia sẻ
- Melon: dịch vụ phát trực tuyến nhạc được mua lại thông qua Kakao M
- PotPlayer: trình phát đa phương tiện dành cho Windows

#### Thời trang
- KakaoStyle: dịch vụ thời trang di động.
- KakaoHairshop: dịch vụ, tìm tiệm làm đẹp salon gần nơi sinh sống

#### Tài chính
- KakaoPay: ví điện tử di động, tích hợp với KakaoTalk
- KakaoBank: ngân hàng di động tại Hàn Quốc
- Klaytn: nền tảng blockchain tiêu dùng cho thanh toán di động (thông qua công ty con Ground X)[37]

#### Đầu tư
- Kakao INV: Đầu tư vào các công ty khởi nghiệp giai đoạn sau.
- Kakao Ventures: Đầu tư mạo hiểm cho các công ty khởi nghiệp giai đoạn đầu.

#### Vận chuyển
- Kakao T: ứng dụng dịch vụ vận chuyển, cung cấp dịch vụ gọi taxi, tài xế riêng và dịch vụ điều hướng.
- KakaoBus: vị trí thời gian thực và thông tin giao thông trên xe buýt.
- KakaoMetro: ứng dụng về tuyến tàu điện ngầm, cho phép người dùng xem bản đồ tàu điện ngầm, lập kế hoạch chuyến đi và kiểm tra giá cả.

#### Trò chơi điện tử
- Kakao Games: công ty con trò chơi điện tử.

#### Khác
- KakaoFriends: các sản phẩm đa dạng bao gồm tài chính, phân phối, thực phẩm,...
- KakaoHello: Dịch vụ ứng dụng gọi điện dựa trên tài khoản Kakao
- KakaoTV: tích hợp phát trực tiếp Kakao TV với trò chuyện mở trên KakaoTalk
- KakaoHome: dịch vụ, quản lý màn hình chính trên điện thoại thông minh
- KakaoPlace: dịch vụ, chia sẻ các địa điểm nổi tiếng
- KakaoAlbum: chia sẻ hình ảnh với bạn bè trên Kakao
- Path: Dịch vụ mạng xã hội của Hoa Kỳ (đã ngừng hoạt động)

### Nhật Bản
Kakao Japan Corporation là công ty con của Kakao tại Nhật Bản. Công ty hiện đang cung cấp một số dịch vụ của Kakao tại Hàn Quốc cũng như các dịch vụ cụ thể cho thị trường Nhật Bản. Kakao Japan dự định tung ra một dịch vụ âm nhạc trong nỗ lực thứ hai nhằm thâm nhập thị trường Nhật Bản. Vào tháng 4 năm 2018, Kakao Japan công bố kế hoạch ra mắt dịch vụ phát trực tuyến video để cạnh tranh với Netflix và Amazon với mô hình trả phí tương tự dịch vụ Piccoma của họ. Dịch vụ phát trực tuyến sẽ được gọi là Piccoma TV.
- Kakao Talk
- Kakao T
- Piccoma
- Piccoma TV

## Tranh cãi

### Kiểm duyệt KakaoTalk
Khi chính phủ Hàn Quốc tuyên bố thắt chặt giám sát thời gian thực để ngăn chặn mọi người phát tán thông tin sai lệch, công ty đã hợp tác toàn diện với chính phủ bằng cách cung cấp hàng loạt dữ liệu hội thoại của người dùng. Sau đó người dùng KakaoTalk bày tỏ sự không hài lòng với cơ quan kiểm duyệt và tuyên bố rằng họ sẽ chuyển sang các dịch vụ nhắn tin khác. Do đó, gần đây có tới 1,5 triệu người dùng đã đăng ký dịch vụ nhắn tin di động Telegram vì tin tưởng vào tính bảo mật của nó.
Daum Kakao đã giải thích về việc kiểm duyệt, họ nói rằng: "Thật không thể tưởng tượng được nếu không tuân theo các quy tắc ở một quốc gia hợp hiến." "Động thái này (của Daum Kakao) phản ánh sự phản đối của người dùng và nỗi sợ hãi chống lại kiểm duyệt mạng", Yoo Ki-hong, phát ngôn viên phe đối lập chính Liên minh Chính trị Mới vì Dân chủ, cho biết: "Chính phủ nên hiểu việc phản đối của người dân về vấn đề này, thay vì biện minh cho việc thực thi mệnh lệnh của mình."

### Chủ tịch Kakao Corp bị cáo buộc đánh bạc
Chủ tịch hội đồng quản trị Kakao Kim Beom-soo bị cáo buộc đánh bạc ở Las Vegas trong những năm đầu của Kakao Corp từ năm 2007 đến 2010. Đánh bạc ở nước ngoài là bất hợp pháp theo luật pháp Hàn Quốc. Các công tố viên Hàn Quốc cho biết đã thu thập được thông tin từ Bộ Tư pháp và Bộ Tài chính Hoa Kỳ rằng Kim là người sáng lập ứng dụng nhắn tin di động Kakao, đã dành 20 giờ 51 phút tại khách sạn Bellagio ở Las Vegas vào năm 2007 khi ông giữ chức vụ Giám đốc điều hành NHN Global. Kim Beom-soo đặt cược trung bình 2.440 USD mỗi phiên và thua 16.993 USD, theo tờ Hankook Ilbo đưa tin. Công ty đã quyết định tuân thủ lệnh của công tố viên yêu cầu giám sát các bản ghi trò chuyện, một sự đảo ngược so với lập trường trước đó của công ty.